# Moneenroe
Moneenroe är en ort i republiken Irland.   Den ligger i provinsen Leinster, i den centrala delen av landet, 80 km sydväst om huvudstaden Dublin. Moneenroe ligger 156 meter över havet och antalet invånare är 761.
Terrängen runt Moneenroe är huvudsakligen platt, men österut är den kuperad. Moneenroe ligger nere i en dal. Runt Moneenroe är det glesbefolkat, med 15 invånare per kvadratkilometer. Närmaste större samhälle är Carlow, 15,4 km öster om Moneenroe. Trakten runt Moneenroe består i huvudsak av gräsmarker.